# Nebetia
Nebetia va ser una princesa egípcia de la XVIII dinastia. Era neta del faraó Tuthmosis IV i filla del príncep Siatum. Nebetia és un dels pocs exemples coneguts en què una neta del faraó porta el títol de "Filla del Rei", equivalent egipci de dir "princesa", ja que normalment només el podien dur les dones que eren filles del faraó.
L'etiqueta de la mòmia, que indica el seu títol i el nom del seu pare, és una de les dues úniques fonts existents sobre Siatum. L'etiqueta es va trobar a l'amagatall de Sheikh Abd al-Qurna. La mòmia de Nebebia, juntament amb diverses altres, havia estat reubicada durant la XXI dinastia. Tanmateix la seva tomba havia estat saquejada molt abans del seu descobriment el 1857.